# Jacques Brizzio
Jacques Brizzio, né le 1er août 1928 à Paris 14e et mort le 10 mai 2004 à Morlaix, est un décorateur français de cinéma, de théâtre, de télévision, de publicité, d'intérieur et de night-club. Il est enterré au cimetière de Plouezoc'h dans le Finistère.

## Biographie
Jacques Brizzio a suivi une formation à l'École nationale supérieure des arts décoratifs et à l'IDEHC en 1948.
Depuis le stage de fin d'études à l'IDEHC effectué en 1948 auprès de Max Douy dans le film Manon de Henri-Georges Clouzot, il a participé dans la branche décoration à la réalisation de 145 longs métrages français et américains.
Cette carrière a été exercée principalement en tant qu'assistant décorateur, surtout de Robert Dumesnil, MauriceColasson, Serge Pimenoff et Rino Mondellini (en).
Depuis 1964 (La Ronde de Roger Vadim), comme collaborateur de François de Lamothe, ancien élève de l'IDEHC et ami depuis cette époque avec lequel a été menée parallèlement une activité importante hors cinéma.

## Vie privée
En 1945 il aide au retour des prisonniers de guerre au Gaumont Palace avec Suzanne Morvan qui deviendra son épouse le 6 novembre 1953 à Paris 17.

## Filmographie

### Cinéma
- 1949 : Manon de Henri-Georges Clouzot
- 1950 : Fusillé à l'aube de André Haguet
- 1950 : L'Homme de la Jamaïque de Maurice de Canonge
- 1951 : Le Roi du bla bla bla de Maurice Labro
- 1951 : Coq en pâte de Charles-Félix Tavano
- 1951 : Les Joyeux Pèlerins de Fred Pasquali
- 1951 : Boîte de nuit d'Alfred Rode
- 1951 : La Vie chantée de Noël-Noël
- 1951 : Le Plus Joli Péché du monde de Gilles Grangier
- 1951 : Les Mains sales de Fernand Rivers et Simone Berriau
- 1951 : Duel à Dakar de Georges Combret
- 1951 : Musique en tête de Georges Combret
- 1951 : La Poison de Sacha Guitry
- 1951 : Boîte de nuit d'Alfred Rode
- 1952 : Le Jugement de Dieu de Raymond Bernard
- 1952 : La Fugue de monsieur Perle de Pierre Gaspard-Huit
- 1953 : Koenigsmark de Solange Térac
- 1953 : Les Amants de minuit de Roger Richebé
- 1953 : Le Père de Mademoiselle de Marcel L'Herbier
- 1954 : Ma petite folie de Maurice Labro
- 1954 : Nuits andalouses de Maurice Cloche
- 1954 : Faites-moi confiance de Gilles Grangier
- 1954 : Huis clos de Jacqueline Audry
- 1954 : Ça va barder de John Berry
- 1955 : Le Fil à la patte de Guy Lefranc
- 1955 : Interdit de séjour de Maurice de Canonge
- 1956 : Les Possédées de Charles Braban
- 1956 : Les Assassins du dimanche d'Alex Joffé
- 1956 : Le Pays d'où je viens de Marcel Carné
- 1956 : Fernand cow-boy de Guy Lefranc
- 1956 : Le Collier de la môme de Maurice Cloche
- 1956 : L'Homme aux clés d'or de Léo Joannon
- 1957 : Les Suspects de Jean Dréville
- 1957 : Action immédiate de Maurice Labro
- 1957 : Paris Music Hall de Stany Cordier
- 1958 : Le Septième Ciel de Raymond Bernard
- 1958 : Les Misérables de Jean-Paul Le Chanois
- 1958 : Le Dos au mur d'Édouard Molinaro
- 1958 : Qu'est-ce que maman comprend à l'amour ? de Vincente Minnelli
- 1958 : À pied, à cheval et en spoutnik de Jean Dréville
- 1958 : La Fille de Hambourg de Yves Allégret
- 1958 : Un drôle de dimanche de Marc Allégret
- 1959 : Ce corps tant désiré de Luis Saslavsky
- 1959 : Les Liaisons dangereuses 1960 de Roger Vadim
- 1959 : Le Bossu d'André Hunebelle
- 1959 : Sans tambour ni trompette de Helmut Käutner
- 1960 : Le Dialogue des carmélites de Philippe Agostini
- 1960 : La Blessure d'Edmond Lévy (court-métrage)
- 1960 : Le Bois des amants de Claude Autant-Lara
- 1960 : Ravissante de Yves Allégret
- 1961 : Le Capitaine Fracasse de Pierre Gaspard-Huit
- 1961 : Les Menteurs d'Edmond T. Gréville
- 1961 : Les hommes veulent vivre de Léonide Moguy
- 1961 : Le Tracassin ou Les Plaisirs de la ville d'Alex Joffé
- 1961 : Fanny de Joshua Logan
- 1962 : Lemmy pour les dames de Bernard Borderie
- 1962 : Le Jour le plus long de Ken Annakin, Andrew Marton
- 1962 : Le Procès d'Orson Welles
- 1963 : Le Glaive et la Balance d'André Cayatte
- 1963 : À la française de Robert Parrish
- 1963 : Le Voyage à Biarritz de Gilles Grangier
- 1963 : Un drôle de paroissien de Jean-Pierre Mocky
- 1963 : La Cuisine au beurre de Gilles Grangier
- 1963 : Château en Suède de Roger Vadim
- 1964 : La Tulipe noire de Christian-Jaque
- 1964: La Ronde de Roger Vadim
- 1964 : La Chasse à l'homme d'Édouard Molinaro
- 1964 : L'Enfer de Henri-Georges Clouzot (inachevé sortie 2009)
- 1965 : Le Chevalier des sables de Vincente Minnelli
- 1966 : La Bourse et la Vie de Jean-Pierre Mocky
- 1966 : Le Roi de cœur de Philippe de Broca
- 1967 : À cœur joie de Serge Bourguignon
- 1967 : Les Comédiens de Peter Glenville
- 1967 : Play Time de Jacques Tati
- 1968 : Les Jeunes Loups de Marcel Carné
- 1968 : Les oiseaux vont mourir au Pérou de Romain Gary
- 1968 : Vingt-quatre heures de la vie d'une femme de Dominique Delouch
- 1969 : Hibernatus d'Édouard Molinaro
- 1969 : Mon oncle Benjamin d'Édouard Molinaro
- 1970: Borsalino de Jacques Deray
- 1970 : Sortie de secours de Roger Kahane
- 1971 : Sur un arbre perché de Serge Korber
- 1971 : Doucement les basses de Jacques Deray
- 1971 : Un peu de soleil dans l'eau froide de Jacques Deray
- 1971 : Le drapeau noir flotte sur la marmite de  Michel Audiard
- 1972 : La Vieille Fille de Guy Blanc
- 1973 : L'Emmerdeur d'Édouard Molinaro
- 1973 : Le Magnifique de Philippe de Broca
- 1974 : Piaf de Guy Casaril
- 1974 : Toute une vie de Claude Lelouch
- 1974 : Borsalino and Co de Jacques Deray
- 1975 : Peur sur la Ville d'Henri Verneuil
- 1975 : Emmanuelle l'antivierge de Francis Giacobetti
- 1976 : Le Corps de mon ennemi de Henri Verneuil
- 1977 : Good-bye, Emmanuelle de François Leterrier
- 1978 : Tendre Poulet d'Édouard Molinaro
- 1978 : Violette Nozière de Claude Chabrol (Nomination César 1979)
- 1978 : One, Two, Two : 122, rue de Provence de Christian Gion
- 1979 : Airport 80 Concorde de David Lowell Rich
- 1979 : I Love You, je t'aime de George Roy Hill
- 1980 : L'Empreinte des géants de Robert Enrico
- 1980 : Trois hommes à abattre de Jacques Deray
- 1980 : La Boum de Claude Pinoteau
- 1981 : Fais gaffe à la gaffe ! de Paul Boujenah
- 1981 : Garde à vue de Claude Miller
- 1981 : Le Professionnel de Georges Lautner
- 1982 : Le Bourgeois gentilhomme de Roger Coggio
- 1982 : Le Grand Frère de Jean Girault
- 1982 : La Truite de Joseph Losey
- 1982 : Le Gendarme et les Gendarmettes de Jean Girault
- 1983 : Édith et Marcel de Claude Lelouch
- 1983 : Le Marginal de Jacques Deray
- 1985 : Tranches de vie de François Leterrier
- 1985 : Les Spécialistes de Patrice Leconte
- 1985 : On ne meurt que deux fois de Jacques Deray
- 1986 : Un homme et une femme : Vingt ans déjà de Claude Lelouch
- 1986 : Descente aux enfers de Francis Girod
- 1989 : La Révolution française de Robert Enrico
- 1989 : Monsieur Hire de Patrice Leconte
- 1990 : Les Mille et Une Nuits de Philippe de Broca
- 1990 : Lacenaire de Francis Girod
- 1990 : Le Mari de la coiffeuse de Patrice Leconte
- 1991 : Le Brasier de Eric Barbier
- 1998 : L'Homme au masque de fer de Randal Wallace
- 2000 : La Veuve de Saint-Pierre de Patrice Leconte

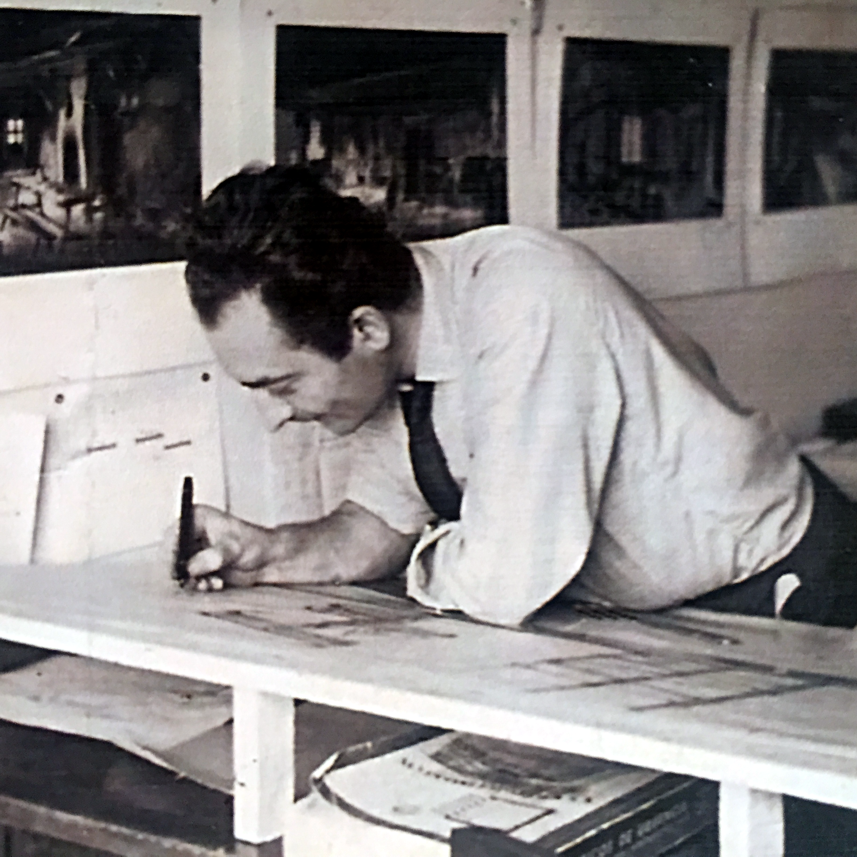
Au studio de Boulogne
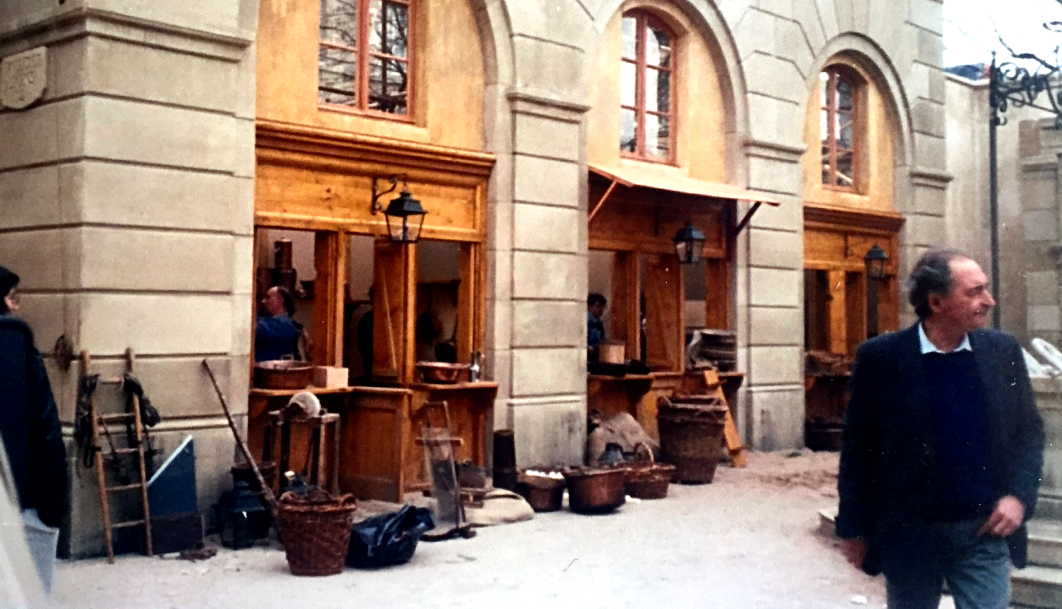
Décor de Napoléon & Joséphine
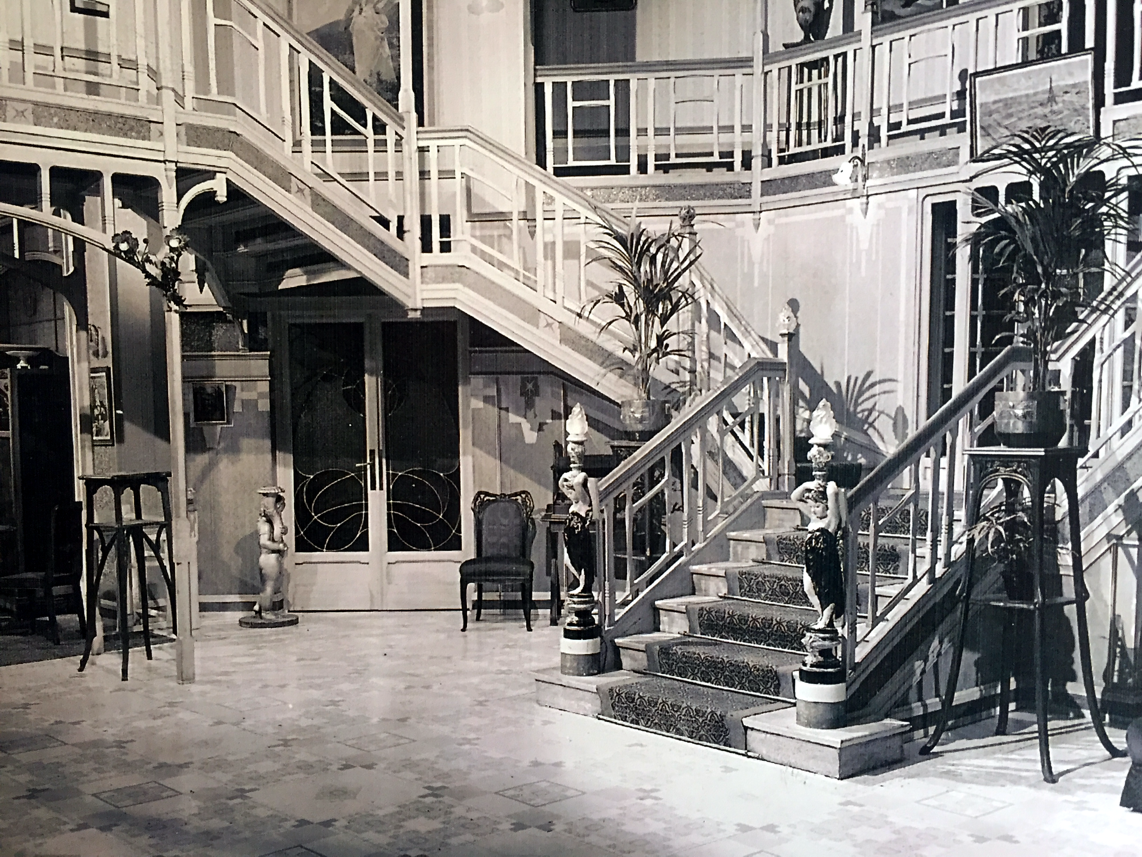
Décor de Hibernatus

### Télévision
- 1968 : Two Times de Jackie Raynal
- 1972 : Les Nouvelles Aventures de Vidocq de Marcel Bluwal
- 1984 : Le soleil se lève aussi de James Goldstone
- 1986 : La Griffe du destin de Douglas Hickox
- 1986 : Monte Carlo de Anthony Page
- 1987 : Napoléon et Joséphine de Richard T. Heffron
- 1990 : Le Fantôme de l'Opéra de Tony Richardson (nomination à The Academy of Television Arts & Sciences)
- 1992 : Un beau petit milliard de Pierre Tchernia
- 1992 : Le Secret du petit milliard de Pierre Tchernia

## Théâtre
1947 : La Voix humaine de Roberto Rosselini

## Night-Club
- Rex Club Paris
- Club Régine : Monte Carlo, Londres, Paris 49 rue de Ponthieu

## Décoration intérieure
- 2002 : Hôtel Rochester 92 Rue la Boétie, 75008 Paris
- Première du film Le Fantôme de l'Opéra de Tony Richardson à l'Opéra Garnier
- Première du film Le Parrain de Francis Copola
- restaurant Le Doyen à Paris

## Nominations
- Nommé pour le César des meilleurs décors 1978-1979 à la 4e cérémonie des César pour Violette Nozière
- 1990 Nomination à The Academy of Television Arts & Sciences pour Le Fantôme de l'Opéra de Tony Richardson

"Certains décorateurs ne font jamais ce grand saut, parfois par choix, comme l'omniprésent Jacques Brizzio, resté dans l'ombre toute sa carrière et qui reste pourtant une référence pour des décorateurs confirmés."
"Au début de leur carrière, François de Lamothe a été l'assistant de Serge Piménoff, Jean-Jacques Caziot a travaillé sous l'égide de Jacques Saulnier et Bernard Evein. Jacques Bufnoir, lui, s'est appuyé sur le savoir-faire d'un assistant expérimenté, Jacques Brizzio, lui-même ancien assistant décorateur de Serge Pimenoff pour plusieurs films."
"Jacques Brizzio a été assistant décorateur durant une longue carrière au cinéma, entre 1950 et 1990. Il a notamment été l'assistant des décorateurs Serge Pimenoff, Jacques Bufnoir, François de Lamothe, Max Douy ou Sydney Bettex. Il a néanmoins travaillé en qualité de chef décorateur sur quelques longs métrages, et fut le directeur artistique du Violette Nozière de Claude Chabrol (1977)."
" Vidéo DEL Pimenoff/Du décor de cinéma à 1 min 30 s."